# Nikantes
Nikantes (Grieks voor de overwinnenden) is een korfbalvereniging in de gemeente Hoogvliet Rotterdam. 

## Geschiedenis
De vereniging is een fusie tussen het vroegere kv Hoogvliet en kv 't Waterschip. Deze fusie heeft plaatsgevonden op 07-06-1996. De vereniging telt rond de 250 leden. Naast korfballen biedt Nikantes ook de mogelijkheid aan om te Jeu de Boulen (Petanque). Dit kan op de buitenbanen bij mooi weer en op de binnenbanen bij slecht weer in de Jeu de Bouleshal. De hal is gerealiseerd in april 2020. Nikantes beschikt ook over een multifunctioneel permanent Beachcourt waar 2 Beachhandbal velden, 2 Beachvolleybal velden en 2 Beachkorfbal velden uitgelegd kunnen worden tijdens het Beachseizoen (in de zomermaanden). Het Beachcourt is gerealiseerd in april 2017.
De korfbal veldwedstrijden worden afgewerkt op het sportcomplex Botreep 10 in Hoogvliet en de korfbal zaalwedstrijden in het Sportgebouw Campus in Hoogvliet Rotterdam.